# سوخ لاس
سوخ لاس (به لهستانی:  Suchy Las) یک روستا در لهستان است که در گمینا سوخ لاس واقع شده‌است. سوخ لاس ۴٬۳۶۷ نفر جمعیت دارد.

## خواهرخوانده
شهرهای Tamási و ایزرنهاگن خواهرخوانده‌های سوخ لاس هستند.